# صاغرمار
صاغرمار (نام علمی: Agkistrodon contortrix mokasen) نام یک زیرگونه از سرده دهان‌پنبه‌ای است.